# Il dottor Antonio (film, 1910)
 (juillet 2025).
Pour les articles homonymes, voir Il dottor Antonio.
Pour plus de détails, voir Fiche technique et Distribution.
Il dottor Antonio est un court métrage muet italien dont le réalisateur est inconnu, sorti en 1910.
Le film est une adaptation du roman éponyme de Giovanni Ruffini, publié en 1855, qui visait à susciter la sympathie de l'Angleterre et de la France pour le sort de l'Italie de l'époque du Risorgimento.

## Fiche technique
- Titre original : Il dottor Antonio
- Titre français : Il dottor Antonio
- Réalisation :
- Scénario :
- Photographie :
- Montage :
- Musique :
- Producteur :
- Pays de production :  Royaume d'Italie
- Format : Noir et blanc
- Genre : Film dramatique
- Durée :
- Dates de sortie : 
  - Royaume d'Italie : octobre 1910
  - Royaume d'Espagne : octobre 1910
  - Royaume-Uni : 5 novembre 1910
  - France : 7 novembre 1910

## Distribution
- Maria Caserini